# Autapomorfia

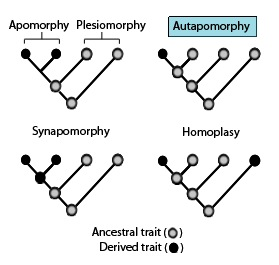
Árvore filogenética mostrando a terminologia usada para descrever diferentes padrões de caracteres derivados e ancestrais ou traços fenotípicos.

Em cladística, autapomorfia é um caractere derivado que está presente, exclusivamente, em um único táxon terminal de um determinado cladograma. Serve como distinção entre grupos (espécie, família, gênero), por tal caractere não ser encontrado em mais de um deles. Não deve ser confundido com "sinapomorfia", já que esta se refere a um caractere derivado compartilhado por mais de um grupo.
Um exemplo de autapomorfia é a presença de um único dedo funcional nos equídeos, sendo que a presença de cinco dedos é condição plesiomórfica.